# Besleria lutea
Espèce
Besleria lutea est une espèce de plantes à fleurs de la famille des Gesneriaceae originaire des Antilles.

## Répartition et habitat
On trouve l'espèce dans les maquis d'altitude des Antilles.